# Heribert de Laon
Heriberto de Laon (también: Charibert) fue conde de Laon y vivió en la primera mitad del siglo VIII.
Su padre es desconocido. Su madre era Bertrada la Vieja, hija del Palatino Hugobert de la familia de los Hugobertiner, y de Irmina de Oeren. Bertrada fue la fundadora de la Abadía de Prüm en el año 721.
Su hija fue Bertrada de Laon, esposa de Pipino el Breve, Mayordomo de palacio y futuro rey. Heribert de Laon fue el abuelo de Carlomagno.